# Tia-Adana Belle
Tia-Adana Djena Belle (sinh ngày 15 tháng 6 năm 1996) là một vận động viên Barbados thi đấu trong các 400 mét vượt rào. Cô đại diện cho đất nước của mình tại Thế vận hội mùa hè 2016 mà không tiến lên từ vòng đầu tiên. Ngoài ra, cô còn giành được huy chương bạc tại Giải vô địch trẻ thế giới 2013.

## Thành tích cá nhân tốt nhất
| Nội dung       | Kết quả    | Địa điểm                  | Ngày                |
| Ngoài trời     | Ngoài trời | Ngoài trời                | Ngoài trời          |
| -------------- | ---------- | ------------------------- | ------------------- |
| Vượt rào 400 m | 55,42      | liên_kết=\|viền Bradenton | 27 tháng 5 năm 2017 |

## Cuộc thi quốc tế
| Năm                   | Giải đấu                                                  | Địa điểm                  | Thứ hạng              | Nội dung              | Chú thích             |
| Representing Barbados | Representing Barbados                                     | Representing Barbados     | Representing Barbados | Representing Barbados | Representing Barbados |
| --------------------- | --------------------------------------------------------- | ------------------------- | --------------------- | --------------------- | --------------------- |
| 2011                  | CARIFTA Games (U17)                                       | Montego Bay, Jamaica      | 7th                   | 400 m                 | 58.02                 |
| 2011                  | CARIFTA Games (U17)                                       | Montego Bay, Jamaica      | 2nd                   | 4 × 400 m relay       | 3:44.61               |
| 2012                  | CARIFTA Games (U17)                                       | Hamilton, Bermuda         | 4th                   | 400 m                 | 59.93                 |
| 2012                  | CARIFTA Games (U17)                                       | Hamilton, Bermuda         | 3rd                   | 4 × 400 m relay       | 3:56.87               |
| 2012                  | Central American and Caribbean Junior Championships (U18) | San Salvador, El Salvador | 2nd                   | 400 m                 | 55.92                 |
| 2012                  | Central American and Caribbean Junior Championships (U18) | San Salvador, El Salvador | 2nd                   | 400 m hurdles         | 60.68                 |
| 2013                  | CARIFTA Games (U20)                                       | Nassau, Bahamas           | 3rd                   | 400 m hurdles         | 61.36                 |
| 2013                  | CARIFTA Games (U20)                                       | Nassau, Bahamas           | 2nd                   | 4 × 400 m relay       | 3:41.89               |
| 2013                  | World Youth Championships                                 | Donetsk, Ukraine          | 2nd                   | 400 m hurdles         | 58.42                 |
| 2014                  | Central American and Caribbean Junior Championships (U20) | Morelia, Mexico           | 1st                   | 400 m hurdles         | 60.30                 |
| 2014                  | World Junior Championships                                | Eugene, United States     | 9th (h)               | 400 m hurdles         | 58.59                 |
| 2015                  | Pan American Junior Championships                         | Edmonton, Canada          | 3rd                   | 400 m hurdles         | 60.03                 |
| 2015                  | Pan American Games                                        | Toronto, Canada           | 7th (h)               | 4 × 400 m relay       | 3:31.721              |
| 2015                  | NACAC Championships                                       | San José, Costa Rica      | 13th (h)              | 400 m hurdles         | 61.05                 |
| 2016                  | NACAC U23 Championships                                   | San Salvador, El Salvador | 3rd                   | 400 m hurdles         | 57.16                 |
| 2016                  | Olympic Games                                             | Rio de Janeiro, Brazil    | 27th (h)              | 400 m hurdles         | 56.68                 |
| 2017                  | World Championships                                       | London, United Kingdom    | 37th (h)              | 400 m hurdles         | 58.82                 |
| 2018                  | Commonwealth Games                                        | Gold Coast, Australia     | 12th (h)              | 400 m hurdles         | 56.55                 |
| 2018                  | Central American and Caribbean Games                      | Barranquilla, Colombia    | 12th (h)              | 400 m hurdles         | 58.42                 |
| 2018                  | NACAC Championships                                       | Toronto, Canada           | 8th                   | 400 m hurdles         | 58.82                 |

1 bị loại trong trận chung kết